# Міністерство рибної промисловості Української РСР
Міністерство рибної промисловості Української РСР — союзно-республіканське міністерство, входило до системи органів рибної промисловості СРСР і підлягало в своїй діяльності Раді Міністрів УРСР і Міністерству рибної промисловості СРСР.

## Історія
Створене з Народного комісаріату рибної промисловості УРСР у березні 1946 року у зв'язку з переформуванням наркоматів. Ліквідоване у 1953 році. Знову утворене 7 травня 1954 року. 31 травня 1957 року ліквідоване.

## Народні комісари рибної промисловості УРСР
- Бєлкін Петро Кузьмич (1939—1946)

## Міністри рибної промисловості УРСР
- Сенін Микита Трохимович (1946—1949)
- Лушников Микола Миколайович (1949—1952)
- Ященко Олексій Антонович (1952—1953)

- Ященко Олексій Антонович (1954—1955)
- Кабков Яків Іванович (1955—1957)